# Comitatul Bartholomew, Indiana
Comitatul Bartholomew, conform originalului din limba engleză, Bartholomew County, este unul din cele 93 de comitate ale statului american Indiana. Conform recensământului Statelor Unite Census 2000, efectuat de United States Census Bureau, populația totală era de 71.435 de locuitori. Reședința comitatului este orașul Columbus GR6.

## Demografie
|  | Graficele sunt indisponibile din cauza unor probleme tehnice. Mai multe informații se găsesc la Phabricator și la wiki-ul MediaWiki. |

Date: Wikidata - grafică realizată de Wikipedia